# Битва при Версиникии
Битва при Версиникии (болг. Битка при Версиникия) — сражение между войсками византийского императора Михаила I Рангаве и болгарского хана Крума 22 июня 813 года.
Битва произошла в окрестностях крепости Версиникия, ныне село Мелница неподалёку от Адрианополя. Болгары одержали решительную победу.

## Предыстория
После поражения войск империи и гибели императора Никифора I в Вырбишском проходе, болгары неоднократно вторгались на византийскую территорию. К маю 813 года занявшему престол императору Михаилу I удалось собрать новую армию, с которой он выступил против болгар.

## Сражение
В начале июня противники сошлись при Версиникии, неподалёку от Адрианополя. Болгар было меньше, но они занимали выгодную оборонительную позицию на высотах. Обе армии простояли пятнадцать дней, не вступая в бой. 
Стратеги Лев Армянин и Иоанн Аплакис убеждали императора начать бой. Наконец Михаил I Рангаве, понуждаемый военачальниками, отдал приказ начать сражение. Первым атаку предпринял правый фланг византийцев, которым командовал стратег Македонии Иоанн Аплакис. Этот удар должен был опрокинуть левое крыло болгар и сокрушить их боевую линию. Однако болгары стойко сопротивлялись. В то же время на левом фланге византийцев войска стратега фемы Анатолик Льва, так и не вступив в бой с противником, бежали. Лев Армянин поспешил в Константинополь, чтобы захватить императорскую корону. Сначала Крум подумал, что греки обманным манёвром хотят выманить его армию с выгодной позиции. Затем, верно оценив обстановку, хан двинул свой правый фланг в наступление. После крушения левого крыла византийской армии центр также обратился в бегство, а правый фланг был разгромлен превосходящими силами противника. Болгары долго преследовали бегущих, нанесли им огромный урон и захватили богатую добычу. Император бежал в Константинополь.

## Последствия
После поражения при Версиникии хан Крум осадил Константинополь. Михаил I отрёкся от престола, а новым императором был провозглашен Лев V Армянин, что дало повод к подозрениям о его измене в ходе сражения.